# Consolida glandulosa
Consolida glandulosa är en ranunkelväxtart som först beskrevs av Pierre Edmond Boissier och Huet, och fick sitt nu gällande namn av Joseph Friedrich Nicolaus Bornmüller. Consolida glandulosa ingår i släktet åkerriddarsporrar, och familjen ranunkelväxter. Inga underarter finns listade i Catalogue of Life.